# Délcio Luiz
Délcio Luiz da Silveira (Rio de Janeiro, 10 de outubro de 1967) é um cantor e compositor brasileiro de samba, da vertente pagode.
É autor de mais de 500 músicas e boa parte delas fizeram sucesso nos anos 90, entre eles “Meu casamento”, “Hoje eu vou pagodear”, “Gamei”, “40 Graus de Amor”, “Desliga e Vem”, “Marrom Bombom”, “Paparico”, “Cilada”, "Refém do Coração", "Não foi à toa" "A Carta" entre outros.

## Carreira
Sua carreira deu início em 1987, quando aceitou o convite para tocar cavaquinho no grupo Só Preto sem Preconceito, que gravou nesse mesmo ano o seu primeiro sucesso, “Por um erro” e a música “Seja mais você” foi trilha sonora da novela “Felicidade” da Rede Globo.
Ele integrou por oito anos o Grupo Raça e posteriormente o Kiloucura, entre 1998 ao ano de 2000, considerado o ponto alto da sua carreira como vocalista. Teve também uma breve passagem pelo tradicional grupo Fundo de Quintal.
Nos anos 90 e início dos 2000 foi um dos maiores compositores de sucesso do gênero, sendo responsável por compor vários dos sucessos de diversos grupos como Karametade, Negritude Junior, Grupo Soweto, Art Popular, Exaltasamba, Sensação, Só Pra Contrariar, Os Travessos, Molejo, além das principais faixas do Kiloucura.
Em 2019, Délcio lançou DVD em comemoração aos 30 anos de carreira, com participações especiais de Ferrugem, Molejo, Fundo de Quintal, Xande de Pilares, Mumuzinho, Péricles e André Renato.